# Entesopatier
Entesopatier är sjukdomar i enteser, det vill säga fascia, ligament och senor. Sådana sjukdomar kan bero på inflammationer, skador, degeneration, och på problem med ämnesomsättningen eller endokrina systemet, uppkomma som biverkning vid sjukvård, eller inlagringar av kristaller. Inflammatoriska tillstånd i enteserna kallas dock företrädesvis entesiter. Gemensamt för entesopatierna är smärta i enteser, så kallad entesalgi.
Entesopatier kan vara lokala eller systemiska. Systemiska entesopatier innefattar olika reumatiska sjukdomar, spondartriter, pyrofosfatsynovit, artros, samt symtom vid systemiska sjukdomar. Lokala entesopatier kan uppkomma vid fysisk överansträngning, förslitningsskador, inflammation eller inlagringar av kristaller. Detta innefattar tillstånd som synoviter, kapsuliter,  tendiniter, andra tendinopatier,  och gikt. En del entesopatiliknande tillstånd utgörs av inflammation i bursa som konsekvens av överansträngning, och brukar då framhållas vara bursiter. Bursa räknas dock inte alltid som en del av enteserna, och bursiter kan misstas för entesiter. Som egentliga entesopatier räknas i synnerhet teniditer, som kännetecknas av smärta, svullnad och nedsatt rörlighet, och epikondyliter.
Entesopatier har förr omväxlande kallats entesiter, och definierats som en inflammation som i synnerhet uppkommer av överbelastning eller vid reumatism. Under 2000-talet har det emellertid uppstått någorlunda konsensus om att entesopatier som epikondyliter (tennisarmbåge med mera) snarare beror på degeneration. Estesopatier har därför i tilltagande grad börjat definieras som  smärttillstånd i ligament och muskelfästen, oavsett om svullnad eller inflammation förekommer eller inte.